# Viglongo
La casa editrice Viglongo è un marchio storico della cultura torinese.

## Storia

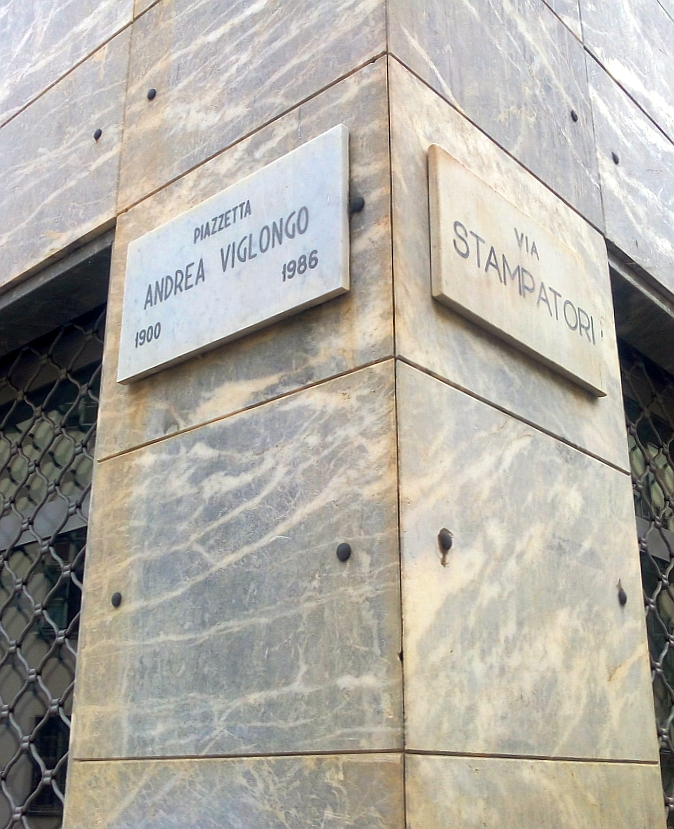
Piazzetta A.Viglongo (Torino)

Fondata nel 1945 dal libraio Andrea Viglongo pubblica opere in lingua piemontese e classici di autori nati e vissuti in Piemonte. Importanti sono le raccolte delle opere di Nino Costa, Luigi Gramegna ed Emilio Salgari.
Dal 1947 e fino agli anni '70 la casa editrice ha avuto sede in Palazzo Siccardi, nel centro storico torinese .